# John Dimmer
Le Lieutenant-Colonel John Henry Stephen Dimmer né le 9 octobre 1883 à Lambeth et mort le 21 mars 1918 à Marteville, est un officier britannique. Il est un récipiendaire de la croix de Victoria (en anglais Victoria Cross), distinction suprême de l'armée britannique et du Commonwealth qui vise à récompenser les actes de bravoures face à l'ennemi.

## Biographie

### Enfance et jeunesse
John Dimmer grandi dans le sud de Londres. Il s’engage en 1902 au Corps royal des fusiliers du Roi (en anglais King's Royal Rifle Corps) où il sert dans le 4e régiment en Afrique du Sud. Il est recommandé en 1907 par le commandant de son régiment pour ses excellents états de service. Il est affecté en 1908 en Afrique de l’ouest comme lieutenant. C'est en Afrique qu'il devient franc-maçon. Lorsque la Première Guerre mondiale éclate en Europe, il est affecté au 2e KRRC et arrive en France le 13 août 1914.
Le 29 octobre 1914 à 5h00 du matin, son bataillon est envoyé renforcer la 3e brigade. Le 31 octobre, les compagnies ennemies attaquent et parviennent presque entièrement à encercler les positions britanniques. Lors de ces événements, John Dimmer fait preuve d’un grand dévouement et reçoit la croix militaire (en anglais Military cross) pour ses actions. Le 12 novembre 1914, il effectue les actions qui lui vaudront sa croix de Victoria (en anglais Victoria cross).

### Croix de Victoria
John Dimmer est cité dans la Gazette de Londres le 19 novembre 1914:
"Cet officier a servi à sa mitrailleuse lors de l'attaque du 12 novembre à Klein Zillebeke jusqu'à ce qu'il ait été touché à cinq reprises - trois fois par éclats d'obus et deux fois par balles, et est resté à son poste jusqu'à la destruction de son arme."
C'est lors de sa convalescence à l’hôpital militaire de Wimereux qu'il apprend qu'il va recevoir la croix de Victoria. Le 15 janvier 1915, le roi Georges V lui remet sa décoration à Buckingham Palace.

### Suite de la guerre et mort
John Dimmer est déclaré apte par une commission médicale en février 1915, il décline l'offre d'entrer au service général et préfère retourner au combat. Il est promu capitaine le 30 avril 1915, le 10 mai de la même année le roi lui remet sa Croix militaire (il devient le premier soldat de l'histoire à recevoir une Croix militaire et une Croix de Victoria). Après un passage sur le front grec où il refuse une évacuation médicale alors qu'il est atteint de malaria, John Dimmer revient en France. Il est promu Lieutenant-colonel en Janvier 1918. Il meurt au combat le 21 mars 1918 à Marteville en menant une contre-attaque à cheval deux mois après son mariage. Son corps est retrouvé à plusieurs centaines de kilomètres du lieu de sa mort, il est enterré au cimetière britannique de Vadencourt.
Ses médailles sont visibles au Royal Green Jackets (Rifles) Museum (en) à Winchester en Angleterre.

Plusieurs plaques commémoratives sont posées en Angleterre pour lui rendre hommage dont une sur La promenade de la reine (en) au niveau du Parc du jubilée, Londres (en) ,  inaugurée en présence de descendants et d'anciens combattants dont Johnson Beharry le dernier récipiendaire en vie de la Victoria Cross.                               

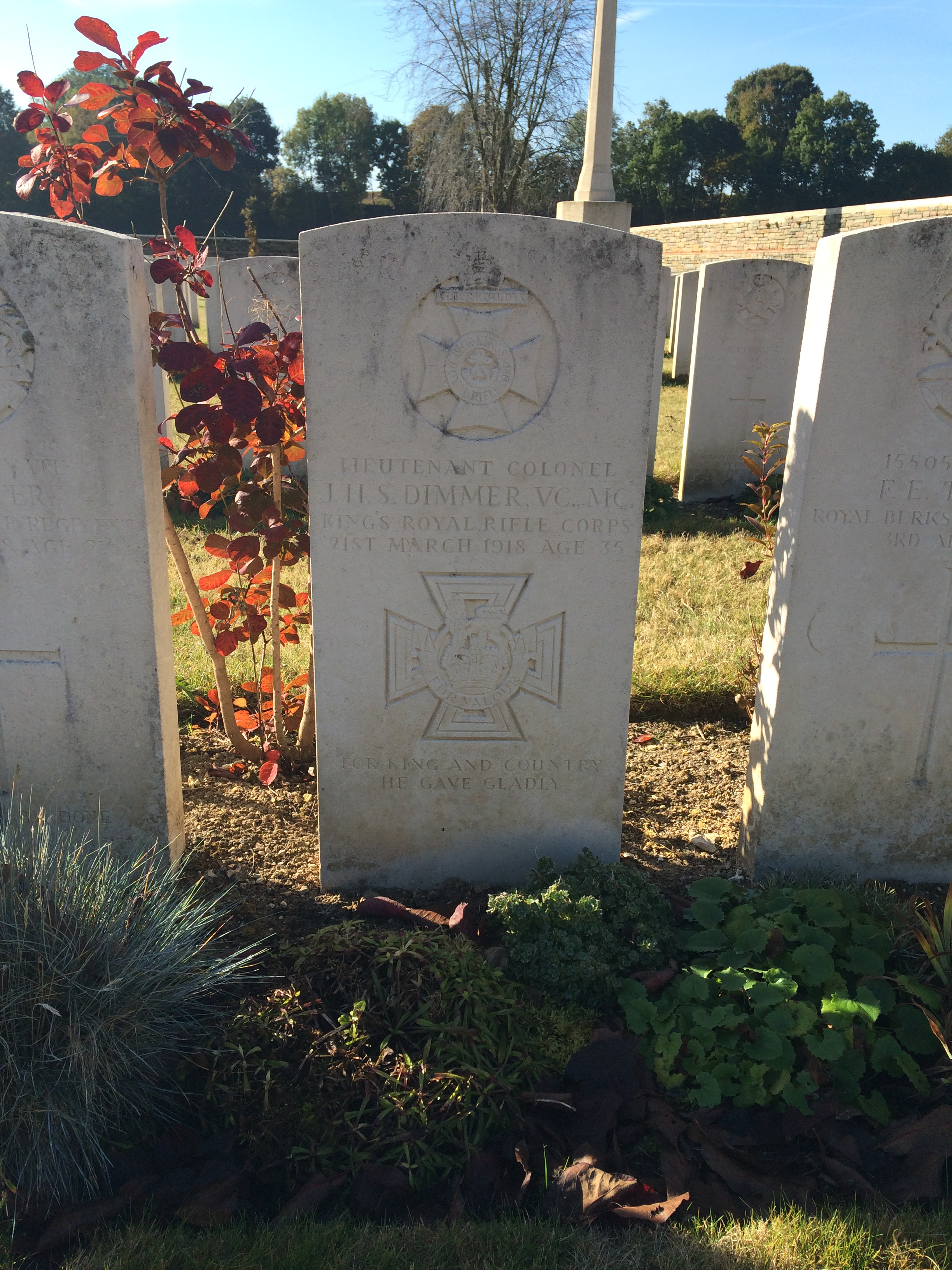
Tombe de John Dimmer (cimetière britannique de Vadencourt)
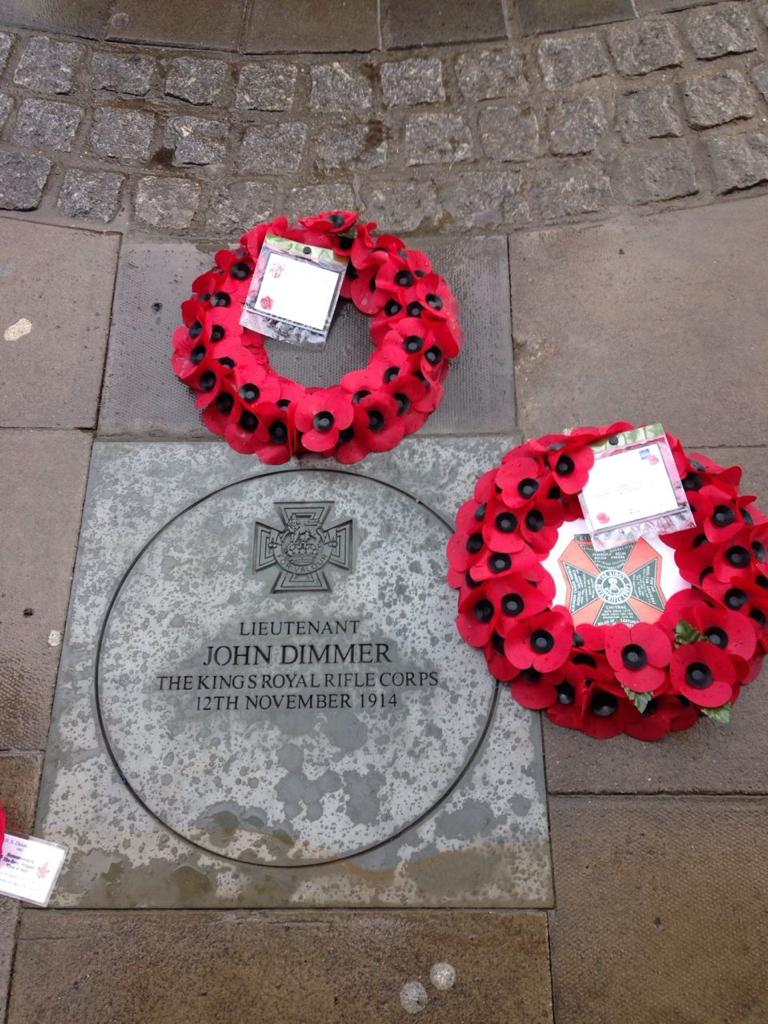
Plaque commémorative, Lambeth, Londres

## Décorations
- Croix de Victoria
- Croix militaire